# Theillement

Theillement este o comună în departamentul Eure, Franța. În 1 ianuarie 2018 avea o populație de 426 de locuitori.